# Hafen Dschabal Ali
Der Hafen Dschabal Ali, auch bekannt als Port Jebel Ali oder Mina Dschabal Ali (arabisch ميناء جبل علي, DMG Mīnāʾ Ǧabal ʿAlī), ist ein Tiefwasserhafen in Dschabal Ali im Emirat Dubai, Vereinigte Arabische Emirate. Dschabal Ali ist einer der verkehrsreichsten Häfen der Welt, der größte allein von Menschenhand geschaffene Hafen und der größte und bei weitem verkehrsreichste Hafen im Nahen Osten. Der Hafen wurde in den späten 1970er Jahren gebaut, um die Einrichtungen in Port Rashid zu ergänzen. Die vier Containerterminals des Hafens werden von dem Unternehmen DP World betrieben.

## Geografie
Der Hafen Dschabal Ali liegt 35 km südwestlich von Dubai am Persischen Golf. Er ist einer der weltweit bedeutendsten Knotenpunkte für den Handel zwischen Afrika, Europa und Asien. Der Hafen umfasst mehr als einen Quadratkilometer Containerstellfläche. Der Hafen Dschabal Ali ist an das Schnellstraßensystem von Dubai und an das Dubai International Airport Cargo Village angeschlossen. Die Einrichtungen des Cargo Village sind in der Lage, Güter umzuschlagen, was einen vierstündigen Transit vom Schiff zum Flugzeug ermöglicht.

## Geschichte
Der Hafen von Dschabal Ali, der den Bemühungen von Raschid bin Said Al Maktum zu verdanken ist, wurde in den späten 1970er Jahren gebaut und 1979 eröffnet, um die Einrichtungen von Port Rashid zu ergänzen. Er wurde am 26. Februar 1979 von Königin Elisabeth II. eingeweiht. Die Stadt Dschabal Ali wurde für die Hafenarbeiter errichtet. Der Hafen wurde im Laufe der Jahre mehrfach ausgebaut und es wurden hohe Investitionen getätigt, um ihn zu einem der größten und modernsten Häfen der Welt zu machen.
Der Hafen von Dschabal Ali ist mittlerweile der von Schiffen der United States Navy am häufigsten angelaufene Hafen außerhalb der Vereinigten Staaten. Aufgrund der Tiefe des Hafens und der Größe der Hafenanlagen können ein Flugzeugträger der Nimitz-Klasse und mehrere Schiffe der dazugehörigen Battle Group untergebracht werden.